# Toyono, Osaka
Toyono (豊能町 Toyono-chō) là một thị trấn trong huyện Toyono, Osaka, Nhật Bản.
Đến năm 2009, dân số của thị trấn là 22,296, mật độ 649 người/km² trong tổng diện tích 34.37 km².